# 省符
省符（しょうふ）とは、日本の律令制において、省が発給した符（命令文書）。
省の長官である卿が命令した内容（宣）を次官である輔（大輔・少輔）以下の省の四等官が承り（奉）、その内容を省符として作成する。そのため、命令者である卿は省符の作成には関与せず（自分自身の命令を自分が受けると言う矛盾を避けるため）、次官である輔と主典級の録（大録・少録）が省符に署名する形式を採る。8つあった省のそれぞれが必要に応じた省符を発給したとみられるが、現存しているのは民部省と治部省の省符のみであり、前者は荘園の認定に関連して（→官省符荘）、後者は僧侶の人事に関連して出されたものである。
これに対して太政官が行う太政官符の場合は、次官級の大納言・中納言も上卿として命令者になりうる（命令を宣する場合もありえる）ため、命令を承って官符を作成・署名するのは判官級の弁官と主典級の史ということになり、省符とは書式が異なることになる。なお、太政官での決定を省に命じる太政官符が出される場合で、かつ上卿を務めることが可能な公卿（大納言・中納言など）が相手先の省の長官である卿を兼務している場合には、太政官符の発給を命じる上卿はその省の卿を兼ねる公卿が務めた（太政官符と省符が同一人物からの宣で出される事になる）。
省符の正文は実際にその命令を執行する官司（機関）に送付されて留め置かれ、執行する対象となる当事者には案文（写し）が渡されることになっていたが、11世紀後期以降は、正文が直接当事者に手渡されてそれを官司に呈示することで命令が執行されるようになった。例えば、荘園に関する命令ではそれ以前は荘園が所在する国府に正文が置かれて荘園領主などの関係者には案文が手渡されていたものが、後には省符の正文が直接関係者の元に届けられて関係者自身で国府に対して命令の執行に関する交渉を行うようになっていった。